# 横田昭夫
横田 昭夫（よこた あきお、1941年（昭和16年）11月24日 - 2008年（平成20年）2月12日）は、日本の政治家。埼玉県行田市長（1期）。

## 来歴
埼玉県行田市出身。埼玉県立行田高等学校（現・埼玉県立進修館高等学校）を卒業後、行田市役所に入庁。1992年に同市企画部参事兼秘書課長、翌1993年に教育次長となる。その後、助役に就任。
2003年4月27日に行われた市長選挙に、前市長・山口治郎の後継者として出馬。市の職員組合や医師会などの支持を得て、4候補を相手に戦い初当選。5月1日に市長に就任。
市民への調査結果などから羽生市や南河原村との合併協議に吹上町を加える事を主張し、市長など三役と教育長の給与を減額する条例を提出した。また、2003年8月には行田市が教育特区に指定され、小学生の英語教育や30人学級のモデルケースとなった。2006年には赤字となっていた西武園競輪場での年1回の競輪開催の見直しを決めている。
2007年の市長選挙にも当初は立候補を表明していたが、「相手陣営からの攻撃に疲れた」として最終的に出馬を断念した。一説には公共事業を巡る確執があったという。同年4月30日、1期で退任。なお、2003年の選挙の際にも怪文書が出回ったとして行田警察署に告訴状を提出し、受理されている。
2008年1月29日、地元の建設会社の役職者および元市議の大沢一郎ら3名が、2006年11月15日に行われた市発注の下水道関連工事の入札において談合し公正な入札を妨害したとして、競売入札妨害の疑いで逮捕される。その直後の2月12日、群馬県みなかみ町の温泉旅館の客室で首を吊って自殺。66歳没。